# Liste der Sternwarten-Codes
Ein Sternwarten-Code wird je Sternwarte beziehungsweise Weltraumteleskop vom Minor Planet Center vergeben – einem Dienst der Internationalen Astronomischen Union – um astrometrische Beobachtungen von Kleinkörpern im Sonnensystem zu katalogisieren.

## 000–099
- 000: Greenwich, England
- 001: Crowborough, England
- 002: Rayleigh, England
- 003: Montpellier, Frankreich
- 004: Toulouse, Frankreich
- 005: Meudon, Frankreich
- 006: Fabra-Observatorium, Barcelona, Spanien
- 007: Paris, Frankreich
- 008: Centre de recherche en astronomie, astrophysique et géophysique (CRAAG), Algerien
- 009: Bern-Uecht, Schweiz
- 010: Caussols (CERGA), Frankreich
- 011: Wetzikon, Schweiz
- 012: Observatoire royal de Belgique, Uccle, Belgien
- 013: Leiden, Niederlande
- 014: Marseille, Frankreich
- 015: Utrecht, Niederlande
- 016: Besançon, Frankreich
- 017: Hoher List, Deutschland
- 018: Düsseldorf-Bilk, Deutschland
- 019: Neuchâtel, Schweiz
- 020: Nizza/Nice, Frankreich
- 021: Karlsruhe, Deutschland
- 022: Pino Torinese, Italien
- 023: Wiesbaden, Deutschland
- 024: Heidelberg-Königstuhl, Deutschland
- 025: Stuttgart, Deutschland
- 026: Bern-Zimmerwald, Schweiz
- 027: Milan (Mailand), Italien
- 028: Würzburg, Deutschland
- 029: Hamburg-Bergedorf, Deutschland
- 030: Arcetri-Observatorium, Florenz, Italien
- 031: Sonneberg, Deutschland
- 032: Jena, Deutschland
- 033: Karl-Schwarzschild-Observatorium, Tautenburg, Deutschland
- 034: Monte-Mario-Observatorium, Rom, Italien
- 035: Kopenhagen, Dänemark
- 036: Vatikanische Sternwarte, Castel Gandolfo, Italien
- 037: Collurania-Observatorium, Teramo, Italien
- 038: Triest, Italien
- 039: Altes Observatorium Lund, Schweden
- 040: Lohrmann-Institut, Dresden, Deutschland
- 041: Universitäts-Sternwarte Innsbruck, Österreich
- 042: Potsdam, Deutschland
- 043: Osservatorio Astrofisico di Asiago, Padua, Italien
- 044: Astronomisches Observatorium Capodimonte, Neapel, Italien
- 045: Wien (seit 1879), Österreich
- 046: Kleť-Observatorium, České Budějovice/Budweis, Tschechien
- 047: Astronomisches Observatorium der Adam-Mickiewicz-Universität, Posen, Polen
- 048: Hradec Králové / Königgrätz, Tschechien
- 049: Uppsala-Kvistaberg, Schweden
- 050: Observatorium Stockholm (vor 1931), Schweden
- 051: Royal Observatory am Kap der Guten Hoffnung, Südafrika
- 052: Stockholm-Saltsjöbaden (seit 1931), Schweden
- 053: Konkoly-Observatorium, Budapest (seit 1934), Ungarn
- 054: Brorfelde, Dänemark
- 055: Krakau, Polen
- 056: Skalnaté Pleso, Slowakei
- 057: Astronomisches Observatorium Belgrad, Serbien
- 058: Sternwarte Königsberg, Kaliningrad, Russland
- 059: Lomnický štít, Slowakei
- 060: Sternwarte Ostrowik, Polen
- 061: Sternwarte Uschhorod, Ukraine
- 062: Sternwarte Universität Turku (Iso-Heikkilän tähtitorni), Finnland
- 063: Sternwarte Turku-Tuorla, Finnland
- 064: Sternwarte Turku-Kevola, Finnland
- 065: Sternwarte Traunstein, Deutschland
- 066: Nationales Observatorium Athen, Griechenland
- 067: Universität Lemberg, Lwiw, Ukraine
- 068: Nationale Polytechnische Universität Lemberg, Ukraine
- 069: Baldone bei Riga, Lettland
- 070: Observatorium Vilnius (vor 1939), Litauen
- 071: Rožen-Observatorium, Roschen bei Smoljan, Bulgarien (Bulgarisches Nationales Astronomisches Observatorium, NAO)
- 072: Scheuren, Schweiz
- 073: Bukarest, Rumänien
- 074: Boyden Observatory, Bloemfontein, Südafrika
- 075: Tartu, Estland
- 076: Union Observatory Annex, Johannesburg-Hartbeespoort, Südafrika
- 077: Yale-Columbia Station, Johannesburg, Südafrika (Yale-Columbia Southern Station, 1925–1951)
- 078: Union-Observatorium (Union Observatory), Johannesburg, Südafrika
- 079: Radcliffe Observatory, Pretoria, Südafrika
- 080: Istanbul, Türkei
- 081: Leiden Southern Station, Hartbeespoort, Johannesburg, Südafrika (gleicher Ort wie 076)[1]
- 082: Sternwarte Sankt Pölten, Österreich
- 083: Golosseevo-Kiev, Ukraine
- 084: Pulkowo-Observatorium, Russland
- 085: Kiew, Ukraine
- 086: Sternwarte Odessa, Ukraine
- 087: Helwan, Ägypten
- 088: Kottamia Astronomical Observatory, Ägypten
- 089: Sternwarte Mykolajiw, Ukraine
- 090: Mainz, Deutschland
- 091: Observatoire de Nurol, Aurec-sur-Loire, Frankreich
- 092: Toruń-Piwnice, Polen (Piwnice Obserwatorium Astronomiczne)
- 093: Skibotn, Norwegen
- 094: Krim-Observatorium Zweigstelle Simejis, Ukraine
- 095: Krim-Observatorium Zweigstelle Nautschnyj, Ukraine
- 096: Merate, Italien
- 097: Wise Observatory, Mitzpeh Ramon, Israel
- 098: Asiago – Cima Ekar, Italien
- 099: Lahti, Finnland (Lahti Ursa Observatory)

## 100–199
- 100: Ähtäri, Finnland
- 101: Kharkov, Ukraine (Astronomical Observatory of Kharkov National University, a.k.a.)
- 102: Swenigorod (Zvenigorod), Russland
- 103: Ljubljana, Slowenien
- 104: San Marcello Pistoiese, Italien (Osservatorio Astronomico della Montagna Pistoiese; a.k.a. Osservatorio di Pian dei Termini)
- 105: Moskau, Russland
- 106: Črni Vrh Observatorium, Slovenia (Observatorij Crni Vrh)
- 107: Cavezzo, Italien (Osservatorio Astronomico Geminiano Montanari)
- 108: Montelupo Fiorentino, Italien (Osservatorio di Montelupo)
- 109: Algiers-Kouba, Algerien
- 110: Rostov, Russland
- 111: Piazzano Observatory, Florence, Italien
- 112: Pleiade Observatory, Verona, Italien
- 113: Volkssternwarte Drebach, Deutschland
- 114: Engelhardt Observatory, Zelenchukskaya Station, Russland (Kazan University Observatory (V. P. Engelhardt Astronomical Observatory)
- 115: Selentschuk-Observatorium, Russland (Special Astrophysical Observatory SAO))
- 116: Sternwarte München-Giesing, München, Deutschland
- 117: Sternwarte München-Sendling, München, Deutschland
- 118: Astronomisches und geophysikalisches Observatorium in Modra, Slowakei
- 119: Astrophysikalisches Observatorium Abastumani, Georgien
- 120: Observatorium Višnjan, Kroatien (Zvjezdarnica Višnjan)
- 121: Kharkov University, Chuguevskaya Station, Ukraine
- 122: Pises-Observatorium, Frankreich (Observatoire des Pises)
- 123: Byurakan, Armenien
- 124: Castres, Frankreich (Observatoire de Castres)
- 125: Tbilisi, Georgien
- 126: Monte Viseggi, Italien (Osservatorio Astronomico di Monte Viseggi)
- 127: Bornheim, Deutschland
- 128: Saratov, Russland
- 129: Ordubad, Aserbaidschan
- 130: Lumezzane (Osservatorio Astronomico „Serafino Zani“, Lumezzane, Italien)
- 131: Observatoire de l'Ardèche, Frankreich
- 132: Bédoin, Frankreich (Observatoire de Bédoin)
- 133: Les Tardieux, Frankreich
- 134: Universitäts-Sternwarte Großschwabhausen, Deutschland
- 135: Kasan, Russland
- 136: Engelhardt-Observatorium, Kasan, Russland (Kazan University Observatory; V. P. Engelhardt Astronomical Observatory)
- 137: Sternwarte Givatayim (Givatayim Observatory), Israel
- 138: Village-Neuf, Frankreich
- 139: Antibes, Frankreich
- 140: Augerolles, Frankreich
- 141: Hottviller, Frankreich (Observatoire de Hottviller)
- 142: Sinsen, Deutschland
- 143: Gnosca, Schweiz (Osservatorio Astronomico di Gnosca)
- 144: Bray et Lu, Frankreich
- 145: ’s-Gravenwezel, Belgien
- 146: Frignano, Italien
- 147: Osservatorio Astronomico „Galileo Galilei“ di Suno, Italien[2]
- 148: Guitalens, Frankreich (Observatoire de Guitalens)
- 149: Beine-Nauroy, Frankreich
- 150: Maisons Laffitte, Frankreich
- 151: Sternwarte Eschenberg, Winterthur, Schweiz
- 152: Astronomisches Observatorium Molėtai, Litauen
- 153: Stuttgart-Hoffeld, Deutschland
- 154: Cortina, Italien (Cortina d’Ampezzo, Associazione Astronomica Cortina: Osservatorio Astronomico del Col Drusciè „Helmut Ullrich“)
- 155: Ole Romer Observatory, Aarhus
- 156: Catania Astrophysical Observatory, Sizilien, Italien
- 157: Osservatorio Astronomico Virginio Cesarini, Frasso Sabino, Italien
- 158: Promiod (Osservatorio Dalai Lama di Promiod, Italien)
- 159: Monte Agliale (Osservatorio Astronomico di Monte Agliale, Italien)
- 160: Castelmartini, Italien
- 161: Cerrina Tololo Observatory, Italien
- 162: Potenza, Italien
- 163: Roeser Observatory, Pfaffenthal, Luxemburg
- 164: St. Michel sur Meurthe, Frankreich
- 165: Observatorium Piera, Barcelona, Spanien (Observatori Astronomic de Piera)
- 166: Úpice, Tschechien (Hvezdárna v Úpici)
- 167: Sternwarte Bülach, Schweiz
- 168: Kourovskaya, Russland
- 169: Airali Observatory, Italien
- 170: Observatorio de Begues, Spanien
- 171: Flarestar Observatory, San Gwann, Malta
- 172: Onnens, Schweiz
- 173: St. Clotilde, Réunion, Frankreich (Observatoire Sainte-Clotilde)
- 174: Nyrölä Observatory, Jyväskylä, Finnland (Nyrölän observatorio)
- 175: F.-X. Bagnoud Observatory, St-Luc, Schweiz (Bagnoud Observatory)
- 176: Observatori Astronomic de Consell (Consell Observatory, Mallorca, Spanien)
- 177: Le Cres, Frankreich
- 178: Collonges, Frankreich
- 179: Observatorium Monte Generoso, Schweiz
- 180: Mauguio, Frankreich
- 181: Observatoire des Makes, Saint-Louis, Réunion, Frankreich
- 182: St. Paul, Réunion, Frankreich
- 183: Starlab Observatory, Karachay-Cherkessia, Russland
- 184: Valmeca Observatory, Puimichel, Frankreich
- 185: Jura-Observatorium (Observatoire Astronomique Jurassien-Vicques), Schweiz
- 186: Kitab, Usbekistan
- 187: Astronomical Observatory Borowiec, Polen
- 188: Maidanak, Usbekistan
- 189: Sternwarte Genf (bis 1966), Schweiz
- 190: Gissar, Tadschikistan
- 191: Duschanbe, Tadschikistan
- 192: Tashkent, Usbekistan
- 193: Sanglok, Tadschikistan
- 194: Tivoli, Namibia
- 195: Untermenzing Observatory, München, Deutschland
- 196: Homburg-Erbach, Deutschland
- 197: Bastia, Italien
- 198: Wildberg (Observatorium Wildberg, Deutschland)[3]
- 199: Buthiers (Observatoire de Buthiers, Frankreich)

## 200–299
- 200: Beersel Hills Observatory
- 201: Jonathan B. Postel Observatory
- 202: Tamaris Observatoire, La Seyne-sur-Mer
- 203: GiaGa Observatory
- 204: Schiaparelli Observatory
- 205: Obs. Casalecchio di Reno, Bologna
- 206: Haagaar Observatory, Eina
- 207: Osservatorio Antonio Grosso
- 208: Rivalta
- 209: Asiago Observatory, Cima Ekar-ADAS (Asiago-DLR Asteroid Survey)
- 210: Alma-Ata Observatory
- 211: Scandicci
- 212: Observatorio La Dehesilla
- 213: Observatorio Montcabre
- 214: Garching Observatory
- 215: Buchloe
- 216: Observatoire des Côtes de Meuse, Viéville-sous-les-Côtes, Gemeinde Vigneulles-lès-Hattonchâtel, Frankreich
- 217: Assah
- 218: Hyderabad
- 219: Japal-Rangapur
- 220: Indian Institute of Astrophysics, Kavalur, Indien
- 221: Internationale Amateur-Sternwarte, Hakos, Namibia
- 222: Yerres-Canotiers
- 223: Madras, Indien (Indian Institute of Astrophysics, Madras Observatory)
- 224: Ottmarsheim
- 225: Northwood Ridge Observatory
- 226: Guido Ruggieri Observatory, Padua
- 227: OrbitJet Observatory, Colden
- 228: Bruno Zugna Observatory, Trieste
- 229: G. C. Gloriosi Astronomical Observatory, Salerno
- 230: Observatorium Wendelstein (engl. Mt. Wendelstein Observatory)
- 231: Vesqueville
- 232: Masquefa Observatory
- 233: Sauro Donati Astronomical Observatory, San Vito
- 234: Coddenham Observatory
- 235: CAST Observatory, Talmassons
- 236: Tomsk
- 237: Baugy
- 238: Grorudalen Optical Observatory
- 239: Michael Adrian Observatory, Trebur
- 240: Herrenberg Sternwarte
- 241: Schaerding
- 242: Varennes
- 243: Umbrella Observatory
- 244: Geocentric Occultation Observation
- 245: Spitzer-Weltraumteleskop
- 246: Kleť Observatory-KLENOT, České Budějovice, Tschechien
- 247: Roving Observer
- 248: Hipparcos
- 249: SOHO
- 250: Hubble-Weltraumteleskop
- 251: Arecibo, Puerto Rico
- 252: Goldstone DSS 13, Fort Irwin
- 253: Goldstone DSS 14, Fort Irwin
- 254: Haystack, Westford
- 255: Evpatoria
- 256: Green Bank, West Virginia, USA
- 257: Goldstone DSS 25, Fort Irwin
- 259: EISCAT Tromso UHF
- 260: Siding Spring Observatory-DSS (Digital Sky Survey)
- 261: Palomar Mountain-DSS
- 262: Europäische Südsternwarte, La Silla – DSS, Chile
- 266: New Horizons KBO Search-Subaru
- 267: New Horizons KBO Search-CFHT
- 268: New Horizons KBO Search-Magellan/Clay
- 269: New Horizons KBO Search-Magellan/Baade
- 277: Royal Observatory, Blackford Hill, Edinburgh
- 278: Peking, Transit of Venus site
- 279: Seeberg Observatory, Gotha (1787–1857)
- 280: Lilienthal
- 281: Bologna
- 282: Nîmes
- 283: Bremen
- 284: Driesen
- 285: Flammarion Observatory, Juvisy
- 286: Astronomisches Observatorium Yunnan
- 290: Mt. Graham-VATT (Vatican Advanced Technology Telescope)
- 291: LPL/Spacewatch II
- 292: Burlington, New Jersey
- 293: Burlington remote site
- 294: Astrophysical Obs., College of Staten Island
- 295: Catholic University Observatory, Washington
- 296: Dudley Observatory (after 1893)
- 297: Middlebury
- 298: Van Vleck Observatory
- 299: Bosscha-Observatorium, Lembang, Indonesia

## 300–399
- 300: Bisei Spaceguard Center-BATTeRS
- 301: Mont Mégantic (Observatoire du Mont Mégantic, QC)
- 302: University of the Andes station
- 303: Mérida (Observatorio Astronómico Nacional de Llano del Hato, Mérida, Venezuela)
- 304: Las-Campanas-Observatorium
- 305: Purple Mountain, Hainan Island station
- 306: Observatorio Taya Beixo, Barquisimeto
- 309: Cerro Paranal, Chile
- 312: Tsingtao field station, Xisha Islands
- 318: Quinns Rock
- 319: Perth-Observatorium, Perth-Lowell Telescope
- 320: Chiro Observatory
- 321: Craigie
- 322: Perth-Observatorium, Bickley-MCT
- 323: Perth-Observatorium, Bickley
- 324: Peking Observatory, Shaho Station
- 327: Peking Observatory, Xinglong Station (Xinglong Station)
- 330: Purple-Mountain-Observatorium, Nanking
- 333: Desert Eagle Observatory
- 334: Tsingtao
- 337: Zo-Se
- 340: Toyonaka
- 341: Akashina
- 342: Shishikui
- 343: Younchun
- 344: Bohyunsan Optical Astronomy Observatory (BOAO)
- 345: Sobaeksan Optical Astronomy Observatory
- 346: KNUE Astronomical Observatory
- 347: Utsunomiya-Imaizumi
- 348: Ayabe
- 349: Ageo
- 350: Kurohone
- 351: Sakamoto
- 352: Konan
- 353: Nishi Kobe
- 354: Kawachi
- 355: Hadano-Observatorium (Hadano Astronomical Observatory)
- 356: Kogota
- 357: Shimotsuma
- 358: Nanyo
- 359: Wakayama
- 360: Kuma-Kōgen-Observatorium
- 361: Sumoto
- 362: Ray Observatory
- 363: Yamada
- 364: YCPM Kagoshima Station
- 365: Uto Observatory
- 366: Miyasaka-Observatorium
- 367: Yatsuka
- 368: Ochiai
- 369: Chichibu
- 370: Kochi
- 371: Tokyo-Okayama (Okayama Astrophysical Observatory of Tokyo Observatory) (OAO)
- 372: Geisei-Observatorium Geisei, Japan
- 373: Oishi
- 374: Minami-Oda-Observatorium
- 375: Uzurano
- 376: Uenohara
- 377: Kwasan-Observatorium, Universität Kyoto, Kyoto[4]
- 378: Murou
- 379: Hamamatsu-Yuto
- 380: Ishiki
- 381: Tokyo-Kiso (Kiso-Observatorium, Universität Tokio, Nagano)
- 382: Tokyo-Norikura (Norikura Observatory of Tokyo Astronomical Observatory)
- 383: Chirorin
- 384: Shimada
- 385: Nihondaira-Observatorium
- 386: Yatsugatake-Kobuchizawa
- 387: Tokyo-Dodaira (Dodaira-Observatorium of Tokyo Astronomical Observatory)
- 388: Tokyo-Mitaka (National Astronomical Observatory of Japan, Mitaka, Tokyo)
- 389: Tokyo (vor 1938) (Tokyo Astronomical Observatory)
- 390: Utsunomiya
- 391: Sendai-Observatorium, Ayashi-Station
- 392: JCPM Sapporo Station
- 393: JCPM Sakura Station
- 394: JCPM Hamatonbetsu Station
- 395: Tokyo-Asahikawa
- 396: Asahikawa
- 397: Sapporo Science Center
- 398: Nagatoro
- 399: Kushiro

## 400–499
- 400: Kitami-Observatorium
- 401: Oosato
- 402: Dynic Astronomical Observatory
- 403: Kani
- 404: Yamamoto
- 405: Kamihoriguchi
- 406: Bibai
- 407: Kahoku
- 408: Nyukasa
- 409: Kiyose and Mizuho
- 410: Sengamine (Sengamine Observatory, Hyogo, Japan)
- 411: Oizumi-Observatorium, Japan
- 412: Iwaki
- 413: Siding Spring Observatory
- 414: Mount Stromlo
- 415: Kambah, bei Canberra (Kambah Observatory)
- 416: Barton, bei Canberra
- 417: Yanagida Astronomical Observatory
- 418: Tamworth
- 419: Windsor
- 420: Sydney
- 421: Mt. Kajigamori, Otoyo
- 422: Loomberah
- 423: North Ryde
- 424: Macquarie, bei Canberra
- 425: Taylor Range Observatory, Brisbane
- 426: Woomera
- 427: Stockport
- 428: Reedy-Creek-Observatorium, Queensland
- 429: Hawker
- 430: Rainbow Observatory, bei Coonabarabran
- 431: Mt. Tarana Observatory, Bathurst
- 432: Boambee
- 433: Bagnall Beach Observatory
- 434: S. Benedetto Po
- 435: G. Colombo Astronomical Observatory, Padua
- 436: Osservatorio di Livergnano
- 437: Haverford
- 438: Smith College Observatory, Northampton
- 439: ROTSE-III, Los Alamos
- 440: Elginfield-Observatorium
- 441: Swilken Brae, St. Andrews
- 442: Gualba Observatory
- 443: Obs. Astronomico Plomer, Buenos Aires
- 444: Star Cruiser Observatory
- 445: Observatori d'Ontinyent
- 446: Kingsnake Observatory
- 447: Centennial Observatory
- 448: Desert Moon Observatory, Las Cruces
- 449: Griffin Hunter Observatory
- 450: Carla Jane Observatory, Charlotte
- 451: West Skies Observatory, Mulvane
- 452: Big Cypress Observatory
- 453: Edwards Raven Observatory
- 454: Maryland Space Grant Consortium Observatory
- 455: CBA Concord
- 456: Daventry Observatory
- 457: Partizanske
- 458: Guadarrama Observatory
- 459: Smith River Observatory, Danbury
- 460: Area 52 Observatory, Nashville
- 461: Szeged University, Piszkésteto Stn. (Konkoly)
- 462: Mount Belleview Observatory
- 463: Sommers-Bausch Observatory, Boulder
- 464: Toby Point Observatory, Narragansett
- 465: Takapuna
- 466: Mount Molehill Observatory, Auckland
- 467: Stardome-Observatorium, früher Auckland Observatory, Auckland
- 468: Astronomical Observatory, Campo Catino (Osservatorio Astronomico Campo Catino)
- 469: Courroux
- 470: Ceccano (Bellatrix Astronomical Observatory)
- 471: Houstrup
- 472: Merlette
- 473: Remanzacco
- 474: Mount John Observatory, Lake Tekapo (Mount John University Observatory)
- 475: Turin Observatory (vor 1913)
- 476: Grange Observatory, Bussoleno
- 477: Galleywood
- 478: Lamalou-les-Bains
- 479: Sollies-Pont
- 480: Cockfield
- 481: Moorwarfen
- 482: St. Andrews
- 483: Carter Observatory, Black Birch Station
- 484: Happy Valley, Wellington
- 485: Carter Observatory, Wellington
- 486: Palmerston North
- 487: Macnairston Observatory
- 488: Newcastle-upon-Tyne
- 489: Hemingford Abbots
- 490: Wimborne Minster
- 491: Centro Astronómico de Yebes, Spanien
- 492: Mickleover
- 493: Calar Alto, Spanien
- 494: Stakenbridge
- 495: Altrincham
- 496: Bishopstoke
- 497: Ascot-Loudwater
- 498: Northampton
- 499: Cheam

## 500–599
- 500: Geocentric
- 501: Herstmonceux
- 502: Colchester
- 503: Cambridge
- 504: Le Creusot, Frankreich
- 505: Simon Stevin
- 506: Bendestorf
- 507: Nyenheim
- 508: Zeist
- 509: La Seyne sur Mer
- 510: Siegen
- 511: Observatoire de Haute-Provence, Frankreich
- 512: Leiden (vor 1860)
- 513: Observatoire de Lyon
- 514: Mundenheim (1907–1913)
- 515: Volkssternwarte Dhaun, bei Kirn
- 516: Hamburg (vor 1909), Deutschland
- 517: Sternwarte Genf (from 1967)
- 518: Marine-Observatorium, Hamburg, Deutschland
- 519: Meschede, Deutschland
- 520: Bonn, Deutschland
- 521: Bamberg, Deutschland
- 522: Observatory of Strasbourg (Observatoire de Strasbourg)
- 523: Frankfurt, Deutschland
- 524: Mannheim, Deutschland
- 525: Marburg, Deutschland
- 526: Kiel, Deutschland
- 527: Altona, Deutschland
- 528: Göttingen, Deutschland
- 529: Christiania
- 530: Lübeck, Deutschland
- 531: Collegio Romano, Rom (Osservatorio del Collegio Romano)
- 532: München, Deutschland (Universitäts-Sternwarte München, Bogenhausener Sternwarte)[5]
- 533: Padua, Italien
- 534: Leipzig (seit 1861), Deutschland
- 535: Palermo (Osservatorio Astronomico di Palermo „Giuseppe S. Vaiana“), Sizilien, Italien
- 536: Berlin-Babelsberg (Potsdam), Deutschland
- 537: Urania, Berlin, Deutschland
- 538: Marine-Sternwarte Pola (Österreich-Ungarn), Pula, Kroatien
- 539: Sternwarte Kremsmünster, Österreich
- 540: Sternwarte Davidschlag (Privatsternwarte Meyer/Obermair), Linz, Österreich
- 541: Štefánik-Observatorium, Prag, Tschechien
- 542: Falkensee, Deutschland
- 543: Leipzig (vor 1861), Deutschland
- 544: Wilhelm-Foerster-Sternwarte, Berlin, Deutschland
- 545: Wien (vor 1879), Österreich
- 546: Oppolzersche Sternwarte von Egon von Oppolzer, Innsbruck, Österreich
- 547: Breslau
- 548: Berlin (1835–1913), Deutschland
- 549: Uppsala (Uppsala Astronomical Observatory (UAO); Astronomiska observatoriet i Uppsala), Schweden
- 550: Schwerin, Deutschland
- 551: Hurbanovo, ehemals O’Gyalla
- 552: Osservatorio S. Vittore, Bologna (Observatorium San Vittore, Italien)
- 553: Chorzow
- 554: Burgsolms Observatory, Wetzlar
- 555: Cracow-Fort Skala
- 556: Reintal, bei München
- 557: Sternwarte Ondřejov (Observatoř Ondřejov, Tschechien)
- 558: Universitätssternwarte Warschau
- 559: Sede M. G. Fracastoro – Serra La Nave
- 560: Madonna di Dossobuono (Osservatorio Madonna di Dossobuono, Italien)
- 561: Piszkesteto Stn. (Konkoly) (Piszkésteto Station, Konkoly Obszervatórium, Budapest)
- 562: Leopold-Figl-Observatorium, Wien, Österreich
- 563: Seewalchen
- 564: Herrsching
- 565: Bassano Bresciano (Osservatorio Astronomico di Bassano Bresciano, Italien)
- 566: Haleakalā-NEAT/GEODSS
- 567: Chions (Osservatorio di Chions; Chaonis Observatory, Italien)
- 568: Mauna-Kea-Observatorium, Hawai'i, USA
- 569: Helsinki
- 570: Observatorium Vilnius (seit 1939)
- 571: Cavriana (Osservatorio „Giordano Bruno“, Italien)
- 572: Cologne
- 573: Eldagsen
- 574: Gottolengo
- 575: La Chaux de Fonds
- 576: Burwash
- 577: Metzerlen Observatory
- 578: Linden Observatory
- 579: Novi Ligure
- 580: Graz
- 581: Sedgefield
- 582: Orwell Park
- 583: Odessa-Mayaki
- 584: Leningrad
- 585: Kiev comet station
- 586: Pic du Midi, Frankreich
- 587: Sormano (Osservatorio Astronomico Sormano, Italien)
- 588: Eremo di Tizzano
- 589: Osservatorio Astrometrico Santa Lucia Stroncone
- 590: Metzerlen
- 591: Resse Observatory
- 592: Solingen, Deutschland
- 593: Monte Argentario
- 594: Monte Autore
- 595: Farra d’Isonzo (Osservatorio Astronomico di Farra d'Isonzo, Italien)
- 596: Colleverde di Guidonia (Osservatorio Colleverde di Guidonia, Italien)
- 597: Springe
- 598: Loiano (Osservatorio Astronomico di Loiano, Italien)
- 599: Campo Imperatore (CINEOS), Italien

## 600–699
- 600: TLC Observatory, Bologna
- 601: Engelhardt Observatory, Dresden
- 602: Urania Observatory, Vienna
- 603: Bothkamp, bei Kiel, Deutschland (Sternwarte Bothkamp[6])
- 604: Archenhold-Sternwarte, Berlin-Treptow
- 605: Marl
- 606: Norderstedt
- 607: Hagen Observatory, Ronkhausen
- 608: Haleakala-AMOS
- 609: Osservatorio Polino
- 610: Sternwarte Pianoro
- 611: Starkenburg-Sternwarte, Heppenheim
- 612: Lenkerbeck
- 613: Heisingen
- 614: Soisy-sur-Seine
- 615: Observatorium Saint-Véran
- 616: Brno
- 617: Arbonne-la-Forêt
- 618: Martigues
- 619: Sabadell
- 620: Observatorio Astronomico de Mallorca
- 621: Bergisch Gladbach Observatory
- 622: Oberwichtrach
- 623: Liege
- 624: Dertingen
- 625: Kihei-AMOS Remote Maui Experimental Site
- 626: Geel
- 627: Blauvac
- 628: Turtle Star Observatory, Mülheim an der Ruhr
- 629: JATE Observatory, Szeged
- 630: Osenbach
- 631: Hamburg-Georgswerder
- 632: San Polo A Mosciano
- 633: Romito
- 634: Crolles
- 635: Pergignan
- 636: Essen (Walter-Hohmann-Sternwarte Essen; Walter Hohmann Observatory)
- 637: Hamburg-Himmelsmoor
- 638: Detmold
- 639: Sternwarte Duckwitzstraße, Dresden
- 640: Senftenberger Sternwarte
- 641: Overberg
- 642: Oak Bay, Victoria
- 643: OCA-Anza Observatory
- 644: Palomar Mountain/NEAT
- 645: Apache Point-Sloan Digital Sky Survey
- 646: Santana Observatory, Rancho Cucamonga
- 647: Stone Finder Observatory, Calgary
- 648: Winer Observatory, Sonoita
- 649: Powell Observatory, Louisburg
- 650: Temecula
- 651: Grasslands Observatory, Tucson
- 652: Rock Finder Observatory, Calgary
- 653: Torus Observatory, Buckley
- 654: Table Mountain Observatory, Wrightwood-PHMC
- 655: Sooke
- 656: Victoria
- 657: Climenhaga Observatory, Victoria
- 658: National Research Council of Canada (Dominion Astrophysical Observatory)
- 659: Heron Cove Observatory, Orcas
- 660: Leuschner Observatory, Berkeley
- 661: Rothney Astrophysical Observatory, Priddis
- 662: Lick Observatory, Mount Hamilton
- 663: Red Mountain Observatory
- 664: Manastash Ridge Observatory
- 665: Wallis Observatory
- 666: Moorpark College Observatory
- 667: Wanapum Dam
- 668: San Emigdio Peak
- 669: Ojai
- 670: Camarillo
- 671: Stony Ridge
- 672: Mount Wilson, Arizona, USA
- 673: Table Mountain Observatory, Wrightwood
- 674: Ford Observatory, Wrightwood
- 675: Palomar Mountain (Palomar Observatory)
- 676: San Clemente
- 677: Lake Arrowhead
- 678: Fountain Hills (Fountain-Hills-Observatorium, Fountain Hills, AZ)
- 679: San Pedro Martir
- 680: Los Angeles
- 681: Calgary
- 682: Kanab
- 683: Goodricke-Pigott Observatory, Tucson
- 684: Prescott (Prescott-Observatorium)
- 685: Williams, AZ
- 686: University of Minnesota Infrared Observatory, Mount Lemmon (Mount Lemmon)
- 687: Northern Arizona University, Flagstaff
- 688: Lowell Observatory, Anderson Mesa Station (in Anderson Mesa)
- 689: U.S. Naval Observatory, Flagstaff (USNOFS)
- 690: Lowell Observatory, Flagstaff
- 691: Steward Observatory, Kitt Peak-Spacewatch
- 692: Steward Observatory, Tucson
- 693: Catalina Station, Tucson
- 694: Tumamoc Hill, Tucson
- 695: Kitt-Peak-Nationalobservatorium, Arizona, USA
- 696: Fred-Lawrence-Whipple-Observatorium, Mount Hopkins, Arizona, USA
- 697: Kitt Peak, McGraw-Hill
- 698: Mt. Bigelow
- 699: Lowell Observatory-LONEOS (LONEOS)

## 700–799
- 700: Chinle
- 701: Junk Bond Observatory, Sierra Vista, AZ
- 702: Joint Obs. for cometary research, Socorro, NM (now the New Mexico Tech Remote Observatory)
- 703: Catalina Sky Survey, Tucson, AZ
- 704: Lincoln Laboratory ETS, New Mexico (ETS = Experimental Test Site)
- 705: Apache Point, New Mexico, USA
- 706: Salida, CO
- 707: Chamberlin field station, CO
- 708: Chamberlin Observatory, Denver, CO
- 709: W & B Observatory, Cloudcroft, NM
- 710: MPO Observatory, Florissant, CO
- 711: McDonald Observatory, Fort Davis, TX
- 712: USAF Academy Observatory, Colorado Springs, CO
- 713: Thornton, CO
- 714: Bagdad, AZ
- 715: Jornada Observatory, Las Cruces, NM
- 716: Palmer Divide Observatory, Colorado Springs, CO
- 717: Prude Ranch, TX
- 718: University of Utah, Tooele, UT
- 719: Frank T. Etscorn Campus Observatory, Socorro, NM[7]
- 720: Universidad de Monterrey, Nuevo León, Mexico
- 721: Lime Creek (Lime Creek Observatory, NE)
- 722: Missouri City, TX
- 723: Cottonwood Observatory, Ada, OK
- 724: National Observatory, Tacubaya (Observatorio Astronómico Nacional; Observatorio de Tacubaya, Mexico)
- 725: Fair Oaks Ranch (Fair Oaks Ranch Observatory, Fair Oaks Ranch, Texas)
- 726: Brainerd (Fire in the Sky Observatory, Brainerd, MN)
- 727: Zeno Observatory, Edmond, OK
- 728: Corpus Christi, TX
- 729: Glenlea Astronomical Observatory, Winnipeg, MB
- 730: University of North Dakota, Grand Forks, ND
- 731: Rose-Hulman Observatory, Terre Haute, IN
- 732: Oaxaca, Oaxaca, Mexico
- 733: Allen, Texas
- 734: Farpoint-Observatorium (Farpoint Observatory), Eskridge, KS
- 735: George-Observatorium, Needville, TX
- 736: Houston, TX
- 737: New Bullpen Observatory, Alpharetta, GA
- 738: Observatory of the State University of Missouri
- 739: Sunflower Observatory, Olathe, KS
- 740: SFA Observatory, Nacogdoches, TX (Stephen F. Austin State University Observatory)
- 741: Goodsell Observatory, Northfield, MN
- 742: Drake University, Des Moines, IA
- 743: University of Minnesota, Minneapolis, MN
- 744: Doyan Rose Observatory, Indianapolis, IN
- 745: Glasgow, Missouri
- 746: Brooks Astronomical Observatory, Mt. Pleasant, MI
- 747: Highland Road Park Observatorium, auch Baton Rouge Observatory, LA
- 748: Van Allen Observatory, Iowa City, IA
- 749: Oakwood, GA
- 750: Hobbs Observatory, Fall Creek, WI
- 751: Lake Saint Louis, MO
- 752: Puckett Observatory, Mountain Town, GA
- 753: Washburn Observatory, Madison, WI
- 754: Yerkes Observatory, Williams Bay, WI
- 755: Optec Observatory, MI
- 756: Dearborn Observatory, Evanston, IL
- 757: High Point, NC
- 758: BCC Observatory, Cocoa, FL (Astronaut Memorial Planetarium & Observatory; BCC = Brevard Community College)
- 759: Nashville, TN
- 760: Goethe-Link-Observatorium, Brooklyn, Indiana, USA
- 761: Zephyrhills (Quail Hollow Observatory, Zephyrhills, FL)
- 762: Four Winds Observatory, Lake Leelanau, MI
- 763: King City, ON
- 764: Puckett Observatory, Stone Mountain, GA
- 765: Cincinnati Observatory, OH
- 766: Michigan State University Observatory, East Lansing, MI
- 767: Angell Hall Observatory, Ann Arbor, MI
- 768: Dearborn, MI
- 769: McMillin Observatory, Columbus, OH
- 770: Crescent Moon Observatory, Columbus, OH
- 771: Boyeros Observatory, Havana, Cuba (Observatorio de Rancho Boyeros)
- 772: Boltwood Observatory, Stittsville, ON
- 773: Warner and Swasey Observatory, Cleveland, OH
- 774: Warner and Swasey Nassau Station, Chardon, OH
- 775: Sayre Observatory, South Bethlehem, PA
- 776: Foggy Bottom, Hamilton (Foggy Bottom Observatory, Hamilton, NY)
- 777: Toronto, ON
- 778: Allegheny Observatory, Pittsburgh, PA
- 779: David Dunlap Observatory, Richmond Hill, ON
- 780: Leander McCormick Observatory, Charlottesville, VA
- 781: Observatorio Astronómico de Quito, Ecuador
- 782: Quito, comet astrograph station
- 783: Rixeyville, VA
- 784: Stull Observatory, Alfred University, NY
- 785: Fitz-Randolph Observatory, Princeton, NJ
- 786: U.S. Naval Obs., Washington (seit 1893)
- 787: U.S. Naval Obs., Washington (vor 1893)
- 788: Mount Cuba Observatory, Wilmington, DE
- 789: Litchfield Observatory, Hamilton College, Clinton, Oneida County, NY
- 790: Dominion Observatory, Ottawa, ON
- 791: Flower and Cook Observatory, Philadelphia, PA
- 792: U. of Rhode Island, Quonochontaug, RI
- 793: Dudley Observatory, Albany (vor 1893)
- 794: Vassar College Observatory, Poughkeepsie, NY
- 795: Rutherford, NY
- 796: Stamford, CT
- 797: Yale Observatory, New Haven, CT (Yale University Observatory)
- 798: Yale Observatory, Bethany, CT (Yale University Observatory)
- 799: Winchester, MA

## 800–899
- 800: Harvard Observatory, Arequipa, Peru (Boyden Station)
- 801: Oak-Ridge-Observatorium, Harvard, Massachusetts
- 802: Harvard-College-Observatorium, Cambridge, Massachusetts
- 803: Taunton
- 804: Santiago-San Bernardo
- 805: Santiago-Cerro El Roble
- 806: Santiago-Cerro Calan
- 807: Cerro Tololo Inter-American Observatory, La Serena, Chile
- 808: Felix-Aguilar-Observatorium (El Leoncito), Argentinien
- 809: European Southern Observatory, La Silla (La-Silla-Observatorium)
- 810: Wallace Observatory, Westford (George R. Wallace Jr. Astrophysical Observatory (WAO), Westford, MA)
- 811: Maria Mitchell Observatory, Nantucket
- 812: Vina del Mar
- 813: Santiago-Quinta Normal (1862–1920)
- 814: North Scituate
- 815: Santiago-Santa Lucia (1849–1861)
- 816: Rand Observatory
- 817: Sudbury (Sudbury (Massachusetts))
- 818: Gémeaux Observatory, Laval, QC (Observatoire Gémeaux)
- 819: Val-des-Bois, QC
- 820: Tarija
- 821: Cordoba-Bosque Alegre (Estación Astrofísica de Bosque Alegre, Observatorio Astronómico de Córdoba, Argentina)
- 822: Cordoba (Observatorio Astronómico de Córdoba, Argentina)
- 823: Fitchburg
- 824: Lake Clear
- 825: Granville
- 826: Plessisville, QC
- 827: Saint-Félicien, QC
- 828: Assonet
- 829: Astronomische Einrichtung Leoncito (Complejo Astronómico El Leoncito, CASLEO), El-Leoncito-Nationalpark, Argentinien
- 830: Hudson
- 831: Rosemary Hill Observatory, University of Florida
- 832: Etters
- 833: Obs. Astronomico de Mercedes, Buenos Aires
- 834: Buenos Aires-AAAA
- 835: Drum Hill Station, Chelmsford
- 836: Furnace Brook Observatory, Cranston
- 837: Jupiter
- 838: Dayton
- 839: Observatorio Astronómico de La Plata
- 840: Flint
- 841: Martin Observatory, Blacksburg
- 842: Gettysburg College Observatory
- 843: Emerald Lane Observatory, Decatur
- 844: Los Molinos
- 845: Clinton B. Ford Observatory, Ithaca
- 846: Principia Astronomical Observatory, Elsah
- 847: Lunar Cafe Observatory
- 848: Tenagra Observatory, Cottage Grove
- 849: Everstar Observatory, Olathe, KS (EverStaR Observatory)
- 850: Cordell-Lorenz Observatory, Sewanee
- 851: Burke-Gaffney Observatory, Halifax
- 852: River Moss Observatory, St. Peters
- 853: Biosphere 2 Observatory
- 854: Sabino Canyon Observatory, Tucson
- 855: Wayside Observatory, Minnetonka
- 856: Riverside
- 857: Iowa Robotic Observatory, Sonoita
- 858: Tebbutt Observatory, Edgewood
- 859: Wykrota Observatory-CEAMIG (Observatório Wykrota – CEAMIG (Centro de Estudos Astronômicos de Minas Gerais))
- 860: Valinhos
- 861: Barao Geraldo
- 862: Saku
- 863: Furukawa, Japan
- 864: Kumamoto Civil Astronomical Observatory, Japan
- 865: Emmy Observatory, New Paltz
- 866: U.S. Naval Academy, Michelson
- 867: Saji Observatory, Japan
- 868: Hidaka Observatory, Japan
- 869: Tosa, Japan
- 870: Campinas, Brasilien
- 871: Akou
- 872: Tokushima, Japan
- 873: Kurashiki Observatory, Japan
- 874: Observatório do Pico dos Dias, Itajubá, Brasilien
- 875: Yorii, Japan
- 876: Honjo, Japan
- 877: Okutama, Japan
- 878: Kagiya, Japan
- 879: Tokai (Tōkai, Japan)
- 880: Rio de Janeiro
- 881: Toyota, Japan
- 882: JCPM Oi Station, Japan
- 883: Shizuoka (Shizuoka, Japan)
- 884: Kawane, Japan
- 885: JCPM Yakiimo Station, Japan
- 886: Mishima (Mishima, a.k.a. Susono, Japan)
- 887: Ojima (Ojima (heute: Ōta), Japan)
- 888: Gekkō-Observatorium, Japan
- 889: Karasuyama (Karasuyama (heute: Nasukarasuyama), Japan)
- 890: JCPM Tone Station, Japan
- 891: JCPM Kimachi Station, Japan
- 892: YGCO Hoshikawa and Nagano Stations, Japan
- 893: Sendai Municipal Observatory (Sendai Astronomical Observatory), Japan
- 894: Kiyosato, Japan
- 895: Hatamae, Japan
- 896: Yatsugatake South Base Observatory (bei 386 Yatsugatake-Kobuchizawa), Japan
- 897: YGCO Chiyoda Station (YGCO: Yamaneko Group of Comet Observers), Japan
- 898: Fujieda (Fujieda, Japan)
- 899: Toma, Japan

## 900–999
- 900: Moriyama (Moriyama, Japan)
- 901: Tajimi
- 902: Ootake
- 903: Fukuchiyama and Kannabe (Fukuchiyama and Kannabe Observatory, Japan)
- 904: Go-Chome and Kobe-Suma
- 905: Nachi-Katsuura-Observatorium
- 906: Cobram
- 907: Melbourne Observatory
- 908: Toyama
- 909: Snohomish Hilltop Observatory
- 910: Caussols-O.D.A.S.
- 911: Collins Observatory, Corning Community College
- 912: Carbuncle Hill Observatory, Greene
- 913: Observatorio Kappa Crucis, Montevideo
- 914: Underwood Observatory, Hubbardston
- 915: River Oaks Observatory, New Braunfels
- 916: Oakley-Observatorium, Terre Haute
- 917: Pacific Lutheran University Keck Observatory
- 918: Badlands-Observatorium, Quinn, South Dakota
- 919: Desert Beaver Observatorium, Eloy, Arizona
- 920: RIT Observatory, Rochester, NY (RIT = Rochester Institute of Technology)
- 921: SW Institute for Space Research, Cloudcroft
- 922: Timberland Observatory, Decatur
- 923: The Bradstreet Observatory, St. Davids
- 924: Observatoire du Cégep de Trois-Rivières
- 925: Palominas Observatory
- 926: Tenagra II Observatory
- 927: Madison-YRS
- 928: Moonedge Observatory, Northport
- 929: Port Allen
- 930: Tahiti
- 931: Punaauia
- 932: John J. McCarthy Obs., New Milford
- 933: Rockland Observatory, Sierra Vista
- 934: Poway Valley
- 935: Wyrick Observatory, Haymarket
- 936: Ibis Observatory, Manhattan
- 937: Bradbury Observatory, Stockton-on-Tees
- 938: Linhaceira
- 939: Observatorio Rodeno
- 940: Waterlooville
- 941: Observatorio Pla D'Arguines
- 942: Grantham
- 943: Peverell
- 944: Observatorio Geminis, Dos Hermanas
- 945: Observatorio Monte Deva
- 946: Observatorium Ametlla de Mar
- 947: Saint-Sulpice
- 948: Pymoor
- 949: Durtal
- 950: Roque-de-los-Muchachos-Observatorium, La Palma
- 951: Highworth
- 952: Marxuquera
- 953: Montjoia
- 954: Teide Observatory (Observatorio del Teide)
- 955: Sassoeiros
- 956: Observatorio Pozuelo
- 957: Merignac
- 958: Observatoire de Dax
- 959: Ramonville-Saint-Agne
- 960: Rolvenden, Kent
- 961: City Observatory, Edinburgh
- 962: Gandia
- 963: Werrington
- 964: Southend Bradfield
- 965: Observação Astronómica no Algarve, Portimão (COAA: Centro de Observação Astronómica no Algarve)
- 966: Church Stretton
- 967: Greens Norton
- 968: Haverhill
- 969: London-Regents Park (George Bishop’s Observatory, Regent's Park, 1836–1861)
- 970: Chelmsford
- 971: Lissabon, Portugal
- 972: Dun Echt Observatory
- 973: Harrow
- 974: Genoa
- 975: Valencia
- 976: Leamington Spa
- 977: Markree (Markree Observatory, County Sligo, Ireland)
- 978: Conder Brow
- 979: South Wonston
- 980: Lancaster
- 981: Armagh Observatory
- 982: Dunsink Observatory, Dublin
- 983: San Fernando
- 984: Eastfield
- 985: Telford
- 986: Ascot
- 987: The Isle of Man Observatory
- 988: Glasgow
- 989: Wilfred Hall Observatory, Preston
- 990: Madrid, Spanien (Observatorio Astronómico de Madrid)
- 991: Liverpool (seit 1867)
- 992: Liverpool (vor 1867)
- 993: Woolston Observatory
- 994: Godalming
- 995: Durham (Durham University Observatory)
- 996: Oxford
- 997: Hartwell
- 998: London-Mill Hill (University of London Observatory)
- 999: Bordeaux-Floirac (Observatoire de Bordeaux)

## A00–A99
- A00: Clark Observatory, Gravesend
- A01: Masia Cal Maciarol Modul 1
- A02: Masia Cal Maciarol Modul 8
- A03: Torredembarra
- A04: Saint-Caprais
- A05: Belesta
- A06: Mataro
- A07: Gretz-Armainvilliers
- A08: Malibert
- A09: Quincampoix
- A10: Observatori Astronomic de Corbera
- A11: Wormhout
- A12: Stazione Astronomica di Sozzago
- A13: Observatoire Naef, Ependes
- A14: Les Engarouines Observatory
- A15: Josef Bresser Sternwarte, Borken
- A16: Tentlingen
- A17: Guidestar Observatory, Weinheim
- A18: Herne
- A19: Koln
- A20: Sogel
- A21: Irmtraut
- A22: Starkenburg Sternwarte-SOHAS
- A23: Sternwarte Weinheim, Deutschland[8]
- A24: New Millennium Observatory, Mozzate
- A25: Nova Milanese
- A26: Darmstadt
- A27: Eridanus Observatory, Langelsheim
- A28: Volkssternwarte Kempten
- A29: Santa Maria a Monte
- A30: Crespadoro
- A31: Corcaroli Observatory
- A32: Panker
- A33: Volkssternwarte Kirchheim
- A34: Großhabersdorf
- A35: Hormersdorf Observatory
- A36: Ganda di Aviatico
- A37: Mueggelheim
- A38: Campocatino Automated Telescope, Collepardo
- A39: Altenburg
- A40: Pieta
- A41: Rezman Observatory, Kamnik
- A42: Gehrden
- A43: Inastars Observatory, Potsdam
- A44: Altschwendt
- A45: Karrenkneul
- A46: Lelekovice
- A47: Matera
- A48: Povegliano Veronese
- A49: Uppsala-Ångström Laboratory[9]
- A50: Astronomisches Observatorium Andruschiwka
- A51: Danzig
- A52: Etyek
- A53: Peschiera del Garda
- A54: Ostrorog
- A55: Osservatorio Astronomico Vallemare di Borbona, Italien[10]
- A56: Parma
- A57: Osservatorio Astronomico Margherita Hack, Florenz
- A58: Observatoire de Chalandray-Canotiers
- A59: Karlovy Vary Observatory
- A60: YSTAR-NEOPAT Station, Sutherland
- A61: Tortona
- A62: Aichtal
- A63: Cosmosoz Obs., Tassin la Demi Lune
- A64: Couvaloup de St-Cergue
- A65: Le Couvent de Lentin
- A66: Stazione Osservativa Astronomica, Livorno
- A67: Chiusa di Pesio
- A68: Schwedenborg Obs., Bockholmwik
- A69: Osservatorio Palazzo Bindi Sergardi
- A70: Lumijoki
- A71: Stixendorf
- A72: Radebeul Observatory (Volkssternwarte „Adolph Diesterweg“, Deutschland)
- A73: Penzing Astrometric Obs., Vienna
- A74: Bergen-Enkheim Observatory, Deutschland[11]
- A75: Fort Pius Observatory, Barcelona
- A76: Andromeda Observatory, Miskolc
- A77: Observatoire Chante-Perdrix, Dauban, Haute-Provence, Frankreich
- A78: Stia
- A79: Zvezdno Obshtestvo Observatory, Plana
- A80: Lindenberg Observatory
- A81: Balzaretto Observatory, Rome
- A82: Osservatorio Astronomico di Trieste
- A83: Jakokoski Observatory
- A84: TUBITAK National Observatory
- A85: Odessa Astronomical Observatory, Kryzhanovka
- A86: Albigneux
- A87: Rimbach
- A88: Bolzaneto
- A89: Sterni Observatory, Kempten
- A90: Sant Gervasi Observatory, Barcelona
- A91: Hankasalmi Observatory, Hankasalmi, Finnland
- A92: Urseanu Observatory, Bucharest
- A93: Lucca
- A94: Cormons
- A95: Taurus Hill Observatory, Varkaus
- A96: Purgathofer-Sternwarte, Klosterneuburg, Österreich
- A97: Stammersdorf
- A98: Taurus-1 Observatory, Baran'
- A99: Osservatorio del Monte Baldo

## B00–B99
- B00: Savigny-le-Temple
- B01: Hans-Ludwig-Neumann-Sternwarte, Kleiner Feldberg[12]
- B02: Kielce
- B03: Alter Satzberg, Vienna
- B04: Osservatorio Astronomico della Regione Autonome Valle d´ Aosta, Nus, Aostatal
- B05: Ka-Dar Observatory, Barybino[13]
- B06: Montseny Astronomical Observatory
- B07: Camorino
- B08: San Lazzaro di Savena
- B09: Capannoli, Italien, ASA[14]
- B10: Observatoire du Mas des Gres, Moydans
- B11: Osservatorio Cima Rest, Imola
- B12: Koschny Observatory, Noordwijkerhout[15]
- B13: Osservatorio di Tradate
- B14: Ca del Monte
- B15: Inastars Observatory, Potsdam (seit 2006)
- B16: 1st Moscow Gymnasium Observatory, Lipki
- B17: AZT-8 Evpatoria
- B18: Terskol
- B19: Observatori Iluro, Mataro
- B20: Observatori Carmelita, Tiana
- B21: Gaisberg Observatory (Sternwarte Gaisberg), Schaerding (Schärding, Österreich)
- B22: Observatori d’Ager, Barcelona
- B23: Fiamene
- B24: Cesson
- B25: Catania
- B26: Observatoire des Terres Blanches, Reillanne
- B27: Picard Observatory, St. Veit
- B28: Mandi Observatory, Pagnacco, Italien
- B29: L’Ampolla Observatory, Tarragona
- B30: Szamotuly-Galowo, Polen
- B31: Southern African Large Telescope (SALT), Sutherland
- B32: Gelenau, Deutschland[16]
- B33: Libbiano Observatory, Peccioli[17]
- B34: Green Island Observatory, Gecitkale
- B35: Bareket observatory, Macabim, Israel
- B36: Redshed Observatory, Kallham
- B37: Obs. de L' Ametlla del Valles, Barcelona
- B38: Santa Mama
- B39: Tradate
- B40: Skylive Observatory, Catania, Italien[18]
- B41: Zlin Observatory
- B42: Vitebsk
- B43: Hennef
- B44: Eygalayes
- B45: Narama
- B46: Sintini Observatory, Argenta
- B47: Metsala Observatory, Espoo
- B48: Bocholt
- B49: Paus Observatory, Sabadell
- B50: Corner Observatory, Durmersheim
- B51: Vallauris
- B52: Observatorio El Far
- B53: Casal Lumbroso, Rome
- B54: Ager
- B55: Comeglians
- B56: Observatorio Sant Pere, Mataro
- B57: Laietania Observatory, Parets del Vallès
- B58: Polaris Observatory, Budapest
- B59: Borken
- B60: Deep Sky Observatorium, Bad Bentheim
- B61: Valldoreix Obs, Sant Cugat del Valles
- B62: Brelingen
- B63: Solaris Observatory, Luczanowice
- B64: Slope Rock Observatory, Hyvinkaa
- B65: Komakallio Observatory, Kirkkonummi
- B66: Osservatorio di Casasco
- B67: Sternwarte Mirasteilas, Falera
- B86: Sternwarte Hagen
- B68: Mount Matajur Observatory
- B69: Owls and Ravens Observatory, Holzgerlingen
- B70: Sant Celoni
- B71: Observatorio El Vendrell
- B72: Soerth
- B73: Mauren Valley Observatory, Holzgerlingen
- B74: Santa Maria de Montmagastrell
- B75: Stazione Astronomica Betelgeuse, Magnago
- B76: Sternwarte Schönfeld, Dresden
- B77: Schafmatt Observatory, Aarau
- B78: Astrophoton Observatory, Audorf
- B79: Marana Observatory
- B80: Osservatorio Astronomico Campomaggiore
- B81: Caimari
- B82: Maidbronn
- B83: Gières
- B84: Cyclops Observatory, Oostkapelle
- B85: Beilen Observatory
- B86: Sternwarte Hagen
- B87: Banyoles
- B88: Bigmuskie Observatory, Mombercelli
- B89: Observatori Astronòmic de Tiana
- B90: Malina River Observatory, Povoletto
- B91: Bollwiller
- B92: Chinon
- B93: Hoogeveen
- B94: Petrozavodsk
- B95: Achternholt
- B96: Brixiis Observatory, Kruibeke
- B97: Sterrenwacht Andromeda, Meppel
- B98: Siena
- B99: Santa Coloma de Gramenet

## C00–C99
- C00: Velikie Luki
- C01:
- C02: Observatorio Royal Park
- C03: Clayhole Observatory, Jokela
- C04: Kramatorsk
- C05: Konigsleiten
- C06: Krasnoyarsk
- C07: Anysllum Observatory, Ager
- C08: Fiby
- C09: Rouet
- C10: Maisoncelles
- C11: City Observatory, Slaný
- C12: Berta Observatory, Sabadell
- C13: Como
- C14: Sky Vistas Observatory, Eichgraben
- C15: ISON-Ussuriysk Observatory
- C16: Isarwinkel Observatory, Bad Tölz
- C17: Observatorio Joan Roget, Ager
- C18: Frasnes-Lez-Anvaing
- C19: ROSA Observatory, Vaucluse
- C20: Kislovodsk Mtn. Astronomical Stn., Pulkovo Obs.
- C21: Observatorio Via Lactea, Ager
- C22: Oberwiesenthal
- C23: Olmen
- C24: Seveso
- C25: Pulkovo Observatory Station, Campo Imperatore
- C26: Levendaal Observatory, Leiden
- C27: Pallerol
- C28: Wellinghofen
- C29: Observatori Astronómic de Les Planes de Son
- C30: Petrozavodsk University Obs., Sheltozero Stn.
- C31: Sternwarte Neanderhoehe Hochdahl e. V., Erkrath
- C32: Ka-Dar Observatory, TAU Station, Nizhny Arkhyz
- C33: Observatorio CEAM, Caimari
- C34: Baja Astronomical Observatory
- C35: Terrassa
- C36: Starry Wanderer Observatory, Baran'
- C37: Stowupland
- C38: Varuna Observatory, Cuorgnè
- C39: Nijmegen
- C40: Kuban State University Astrophysical Observatory
- C41: MASTER-II Observatory, Kislowodsk
- C42: Xingming Observatory, Mt. Nanshan
- C43: Hoyerswerda
- C44: A, Volta Observatory, Lanzo d’Intelvi
- C45: MPC1 Cassia Observatory, La Giustiniana
- C46: Horizon Observatory, Petropavlovsk
- C47: Nonndorf
- C48: Sayan Solar Observatory, Irkutsk
- C49: STEREO-A
- C50: STEREO-B
- C51: WISE
- C52: Swift
- C53: NEOSSat
- C54: New Horizons
- C55: Kepler
- C56: LISA Pathfinder
- C57: TESS
- C59: Yangwang-1
- C60: Argelander Institute for Astronomy Obs, Bonn
- C61: Chelles
- C62: Eurac Observatory, Bolzano
- C63: Giuseppe Piazzi Observatory, Ponte in Valtellina
- C64: Puchenstuben
- C65: Observatori Astronòmic del Montsec
- C66: Observatorio El Cielo de Consell
- C67: Gnevsdorf
- C68: Ellinogermaniki Agogi Observatory, Pallini
- C69: Bayerwald Sternwarte, Neuhütte
- C70: Uiterstegracht Station, Leiden
- C71: Sant Marti Sesgueioles
- C72: Palestrina
- C73: Galați Observatory
- C74: Observatorio El Teatrillo de Lyra, Àger
- C75: Whitestar Observatory, Borgobello
- C76: Observatorio Estels, Àger
- C77: Bernezzo Observatory
- C78: Martin S, Kraar Observatory, Rehovot
- C79: Roser Observatory, Blanes
- C80: Don Astronomical Observatory, Rostov-on-Don
- C81: Dolomites Astronomical Observatory
- C82: Osservatorio Astronomico Nastro Verde, Sorrento
- C83: Badalozhnyj Observatory
- C84: Badalona
- C85: Observatorio Cala d’Hort, Ibiza
- C86: Blanes
- C87: Rimbach
- C88: Montarrenti Observatory, Siena
- C89: Astronomical Station Vidojevica
- C90: Vinyols
- C91: Montevenere Observatory, Monzuno
- C92: Valdicerro Observatory, Loreto
- C93: Bellavista Observatory, L’Aquila
- C94: MASTER-II Observatory, Tunka
- C95: SATINO Remote Observatory, Haute Provence
- C96: OACL Observatory, Mosciano Sant Angelo
- C97: Al-Fulaij Observatory, Oman
- C98: Osservatorio Casellina, Scandicci
- C99: Observatori Can Roig, Llagostera

## D00–D99
- D00: ISON-Kislovodsk Observatory
- D01: Andean Northern Observatory, Nummi-Pusula
- D02: Observatori Petit Sant Feliu
- D03: Rantiga Osservatorio, Tincana
- D04: Krasnodar
- D05: ISON-Terskol Observatory
- D06: Associazione Tuscolana di Astronomia, Domatore
- D07: Wegberg
- D08: Ghezz Observatory, Leontica
- D09: Observatory Grömme, Maasmechelen
- D14: Nanchuan Observatory, Guangzhou
- D16: Po Leung Kuk Observatory, Tuen Mun
- D17: Hong Kong Observatory (Hong Kong Royal Observatory)
- D18: Mt, Guizi Observatory
- D19: Hong Kong Space Museum, Tsimshatsui
- D20: Zadko Observatory, Wallingup Plain
- D21: Shenton Park
- D22: UWA Observatory, Crawley
- D24: LightBuckets Observatory, Pingelly
- D25: Tzec Maun Observatory, Pingelly (before 2010)
- D29: Purple Mountain Observatory, Xuyi Station
- D32: JiangNanTianChi Observatory, Mt, Getianling
- D33: Kenting Observatory, Checheng
- D34: Kenting Observatory, Hengchun, Taiwan
- D35: Lulin-Observatorium
- D36: Tataka, Mt, Yu-Shan National Park
- D39: Shandong University Observatory, Weihai
- D44: Ishigakijima Astronomical Observatory
- D53: ISON-Blagoveschensk Observatory
- D54: MASTER-II Observatory, Blagoveshchensk
- D55: Kangwon Science High School Observatory, Ksho
- D57: Gimhae Astronomical Observatory, Uhbang-dong
- D58: KSA SEM Observatory, Danggam-dong
- D61: Suntopia Marina, Sumoto
- D62: Miyaki-Argenteus
- D69: JMU Space-Observatory (Würzburg, Germany)
- D70: Tosa
- D74: Nakagawa (Anan Science Center Nakagawa Observatory, ehemals Nakagawa Science Center Nakagawa Observatory, Japan)
- D78: Iga-Ueno
- D79: YSVP Observatory, Vale Park
- D80: Gumma Astronomical Observatory
- D81: Nagano
- D82: Wallaroo
- D83: Miwa
- D84: Hallet Cove
- D85: Ingle Farm
- D86: Penwortham
- D87: Brooklyn Park
- D88: Hiratsuka
- D89: Yamagata (Yamagata Astronomical Observatory)
- D90: RAS Observatory, Moorook
- D91: Adati
- D92: Osaki
- D93: Sendai Astronomical Observatory
- D94: Takanezawa, Tochigi
- D95: Kurihara
- D96: Tzec Maun Observatory, Moorook
- D97: Berri

## E00–E99
- E00: Castlemaine
- E01: South Yarra (Barfold)
- E03: RAS Observatory, Officer
- E04: Pacific Sky Observatory, Saipan
- E05: Earl Hill Observatory, Trinity Beach
- E07: Murrumbateman
- E08: Wobblesock Observatory, Coonabarabran
- E09: Oakley Southern Sky Observatory, Coonabarabran
- E10: Siding Spring-Faulkes Telescope South
- E11: Frog Rock Observatory, Mudgee
- E12: Siding Spring Survey
- E13: Wanniassa
- E14: Hunters Hill Observatory, Ngunnawal
- E15: Magellan Observatory, near Goulburn
- E16: Grove Creek Observatory, Trunkey
- E17: Leura
- E18: BDI Observatory, Bangor, (Near Sutherland South of Sydney)
- E19: Kingsgrove
- E20: Marsfield
- E21: Norma Rose Observatory, Leyburn
- E22: Univ, of Southern Queensland Obs, Mt, Kent
- E23: Arcadia
- E24: Tangra Observatory, St, Clair
- E25: Rochedale (APTA)
- E26: RAS Observatory, Biggera Waters
- E27: Thornlands
- E28: Kuriwa Observatory, Hawkesbury Heights
- E81: Nelson
- E83: Wither Observatory, Witherlea
- E85: Farm Cove Observatory, Pakuranga, Auckland
- E87: Turitea
- E89: Geyserland Observatory, Pukehangi
- E94: Gisborne

## F00–F99
- F51: Pan-STARRS 1 Haleakala
- F52: Pan-STARRS 2 Haleakala
- F59: Ironwood Remote Observatory, Hawaii
- F60: Ironwood North Observatory, Hawaii
- F65: Haleakala-Faulkes Telescope North (Haleakalā Observatory)
- F84: Hibiscus Observatory, Punaauia
- F85: Tiki Observatory, Punaauia
- F86: Moana Observatory, Punaauia

## G00–G99
- G25: Sherbrooke
- G26: Fushan Observatory, Mt Shaohua
- G27: Fabra Observatory, Montsec
- G28: Wyncroft Observatory, Attleborough
- G29: Requena
- G30: Casselman
- G31: CCAT Trieste
- G32: Elena Remote Observatory, San Pedro de Atacama
- G33: Wickede
- G34: Oberfrauendorf
- G35: Elephant Head Observatory, Sahuarita
- G36: Calar-Alto-Observatorium
- G37: Lowell Observatory-Discovery Channel Telescope
- G38: Observatorio La Senda, Cabanillas del Campo
- G39: ROAD, San Pedro de Atacama
- G40: Slooh.com Canary Islands Observatory
- G41: Insperity Observatory, Humble
- G42: Observatorio Astronómico UAdeC, Saltillo
- G43: Observatorio Buenaventura Suarez, San Luis
- G44: Observatorio Longa Vista, Sao Paulo
- G45: Space Surveillance Telescope, Atom Site
- G46: Pinto Valley Observatory
- G47: HillTopTop Observatory, Edgewood
- G48: Doc Greiner Research Obs, Rancho Hildalgo
- G49: Minnetonka
- G50: Organ Mesa Observatory, Las Cruces
- G51: Byrne Observatory, Sedgwick Reserve
- G52: Stone Edge Observatory, El Verano
- G53: Alder Springs Observatory, Auberry
- G54: Hemet
- G55: Bakersfield
- G56: Walnut Creek
- G57: Dilbert Observatory, Forest Grove
- G58: Chabot Space and Science Center, Oakland
- G59: Maiden Lane Obs., Bainbridge Island
- G60: Carroll Observatory, Montecito
- G61: Pleasanton
- G62: Sunriver Nature Center Observatory, Sunriver
- G63: Mill Creek Observatory, The Dalles
- G64: Blue Canyon Observatory
- G65: Vulcan North, Lick Observatory, Mount Hamilton
- G66: Lake Forest Observatory, Forest Hills
- G67: Rancho del Sol, Camino
- G68: Sierra Stars, Markleeville
- G69: Via Capote Sky Observatory, Thousand Oaks
- G70: Francisquito Observatory, Los Angeles, CA
- G71: Rancho Palos Verdes
- G72: University Hills
- G73: Mount Wilson-TIE
- G74: Escondido
- G75: Starry Knight Observatory, Coto de Caza
- G76: Altimira Observatory, Coto de Caza
- G77: Baldwin Lake
- G78: Desert Wanderer Observatory, El Centro
- G79: Goat Mountain Astronomical Research Station
- G80: Sierra Remote Observatories, Auberry
- G81: Temecula
- G82: SARA Observatory, Kitt Peak
- G83: Mt, Graham-LBT
- G84: Mount Lemmon SkyCenter
- G85: Vermillion Cliffs Observatory, Kanab
- G86: Tucson-Winterhaven
- G87: Calvin M, Hooper Memorial Observatory, Hyde Park
- G88: LAMP Observatory, New River
- G89: Kachina Observatory, Flagstaff
- G90: Three Buttes Observatory, Tucson
- G91: Whipple Observatory, Mt. Hopkins--2MASS(Fred-Lawrence-Whipple-Observatorium)
- G92: Jarnac Observatory, Vail
- G93: Sonoita Research Observatory, Sonoita, Arizona
- G94: Sonoran Skies Observatory, St. David
- G95: Hereford Arizona Observatory, Hereford
- G96: Mount Lemmon Survey, Mount Lemmon, Arizona
- G97: Astronomical League Alpha Observatory, Portal
- G98: Calvin-Rehoboth Observatory, Rehoboth (Calvin-Rehoboth Robotic Observatory)
- G99: NF Observatory, Silver City

## H00–H99
- H00: Tyrone
- H01: Magdalena Ridge Observatory, New Mexico Tech
- H02: Sulphur Flats Observatory, La Cueva
- H03: Sandia View Observatory, Rio Rancho, NM
- H04: Santa Fe
- H05: Edmund Kline Observatory, Deer Trail
- H06: RAS Observatory, Mayhill, NM (RAS (Remote Astronomical Society) Observatory of New Mexico; a.k.a. New Mexico Skies Observatory)
- H07: 7300 Observatory, Cloudcroft, NM
- H08: BlackBird Observatory, Cloudcroft, NM
- H09: Antelope Hills Observatory, Bennett
- H10: Tzec Maun Observatory, Mayhill, NM
- H11: LightBuckets Observatory (Online-Teleskope), Rodeo, Hidalgo County, New Mexico
- H12: TechDome, Mayhill, NM
- H13: Lenomiya Observatory, Casa Grande
- H14: Morning Star Observatory, Tucson
- H15: ISON-NM Observatory, Mayhill, NM
- H16: HUT Observatory, Eagle
- H17: Angel Peaks Observatory
- H18: Vail
- H19: Lone Star Observatory, Caney
- H20: Eastern Illinois University Obs, Charleston
- H21: Astronomical Research Observatory, Westfield
- H22: Terre Haute
- H23: Pear Tree Observatory, Valparaiso
- H24: J, C, Veen Observatory, Lowell
- H25: Harvest Moon Observatory, Northfield
- H26: Doc Greiner Research Observatory, Janesville
- H27: Moonglow Observatory, Warrensburg
- H28: Preston Hills Observatory, Celina
- H29: Ivywood Observatory, Edmond
- H30: University of Oklahoma Observatory, Norman
- H31: Star Ridge Observatory, Weimar
- H32: Texas A&M Physics Observatory, College Station
- H33: Bixhoma Observatory, Bixby
- H34: Chapel Hill
- H35: Leavenworth
- H36: Sandlot Observatory, Scranton, KS
- H37: Grems Timmons Observatories, Graettinger
- H38: Timberline Observatory, Urbandale
- H39: Shed of Science Observatory, Minneapolis
- H40: Nubbin Ridge Observatory
- H41: Petit Jean Mountain, AR
- H42: Wartburg College Observatory, Waverly
- H43: Conway
- H44: Cascade Mountain
- H45: Petit Jean Mountain South, AR
- H46: Ricky Observatory, Blue Springs, Missouri.
- H47: Vicksburg, MS
- H48: PSU Greenbush Observatory, Pittsburg
- H49: ATU Astronomical Observatory, Russellville
- H50: University of Central Arkansas Obs, Conway
- H51: Greiner Research Observatory, Verona
- H52: Hawkeye Observatory, Durand
- H53: Thompsonville
- H54: Cedar Drive Observatory, Pulaski
- H55: Astronomical Research Observatory, Charleston, IL (Antares Observatory, Charleston, IL)
- H56: Northbrook Meadow Observatory
- H57: Ohio State University Observatory, Lima
- H58: NASA/MSFC ALaMO, Redstone Arsenal
- H59: Prairie Grass Observatory, Camp Cullom
- H60: Heartland Observatory, Carmel
- H61: Newcastle
- H62: Calvin College Observatory
- H63: DeKalb Observatory, Auburn
- H64: Thomas More College Observatory, Crestview Hills
- H65: Waltonfields Observatory, Walton
- H66: Yellow Springs
- H67: Stonegate Observatory, Ann Arbor, MI
- H68: Red Barn Observatory, Ty Ty, GA
- H69: Ohio Wesleyan University
- H70: Asheville
- H71: Chula
- H72: Evelyn L. Egan Observatory, Fort Myers
- H73: Lakeland Astronomical Observatory, Kirtland
- H74: Bar J Observatory, New Smyrna Beach
- H75: Indian Hill North Observatory, Huntsburg
- H76: Oakridge Observatory, Miami
- H77: Buehler Observatory
- H78: University of Nariño Observatory, Pasto
- H79: York University Observatory, Toronto
- H80: Halstead Observatory, Princeton
- H81: Hartung-Boothroyd Observatory, Ithaca, New York, USA
- H82: CBA-NOVAC Observatory, Front Royal
- H83: Timberlake Observatory, Oakton
- H84: Northview Observatory, Mendon
- H85: Silver Spring, MD
- H86: CBA-East Observatory, Laurel
- H87: Fenwick Observatory, Richmond
- H88: Hope Observatory, Belcamp
- H89: Galaxy Blues Observatory, Gatineau, QC
- H90: Ottawa
- H91: Reynolds Observatory, Potsdam
- H92: Arcturus Observatory
- H93: Berkeley Heights
- H94: Cedar Knolls
- H95: NJIT Observatory, Newark
- H96: Observatoire des Pléiades, Mandeville
- H97: Talcott Mountain Science Center, Avon
- H98: Dark Roseanne Obs., Middlefield, CT
- H99: Sunhill Observatory, Newton

## I00–I99
- I00: Carbuncle Hill Observatory, Coventry
- I01: Clay Center Observatory, Brookline
- I02: Cerro Tololo Observatory, La Serena--2MASS (Cerro Tololo Inter-American Observatory)
- I03: European Southern Obs., La Silla--ASTROVIRTEL (La Silla Observatory)
- I04: Mamalluca Observatory
- I05: Las Campanas Observatory-TIE
- I06: Werner Schmidt Obs., Dennis-Yarmouth Regional HS
- I07: Conlin Hill Observatory, Oxford
- I08: Alianza S4, Cerro Burek
- I09: Cerro Armazones
- I10: CAOS-CampoCatino Austral Observatory Survey (Campo Catino Austral Observatory Survey, Chile)[19]
- I11: Gemini South Observatory, Cerro Pachon
- I12: Phillips Academy Observatory, Andover
- I13: Burleith Observatory, Washington D.C.
- I14: Tigh Speuran Observatory, Framingham
- I15: Wishing Star Observatory, Barrington
- I16: IAA-AI Atacama, San Pedro de Atacama
- I17: Thomas G, Cupillari Observatory, Fleetville
- I18: Fan Mountain Observatory, Covesville
- I19: Observatorio El Gato Gris, Tanti
- I20: Observatorio Astronomico Salvador, Río Cuarto
- I21: El Condor Observatory, Córdoba
- I22: Abbey Ridge Observatory, Stillwater Lake
- I23: Frosty Cold Observatory, Mash Harbor
- I24: Lake of the Woods Observatory, Locust Grove
- I25: ECCCO Observatory, Bosque Alegre
- I26: Observatorio Kappa Crucis, Córdoba
- I27: Barred Owl Observatory, Carp
- I28: Starhoo Observatory, Lakeville
- I29: Middlesex School Observatory, Concord
- I30: Observatorio Geminis Austral
- I31: Observatorio Astronomico del Colegio Cristo Rey
- I32: Observatorio Beta Orionis, Rosario
- I33: SOAR, Cerro Pachon
- I34: Morgantown
- I35: Sidoli
- I36: Observatorio Los Campitos, Cañuela
- I37: Astrodomi Observatory, Santa Rita
- I38: Observatorio Los Algarrobos, Salto
- I39: Observatorio Cruz del Sur, San Justo
- I40: La Silla--TRAPPIST
- I41: Palomar Mountain--ZTF
- I42: Westport Observatory
- I43: Tarleton State University Obs, Stephenville
- I44: Northwest Florida State College, Niceville
- I45: Observatorio W Crucis, San Justo
- I46: The Cottage Observatory, Altoona
- I47: Pierre Auger Observatory, Malargüe
- I48: Observatorio El Catalejo, Santa Rosa
- I49: Sunflower Observatory, Santa Fe
- I50: P2 Observatory, Mayhill, NM
- I51: Clinton
- I52: Steward Observatory, Mt, Lemmon Station
- I53: Armilla
- I54: Observatorio Las Vaguadas, Badajoz
- I55: Valencia
- I56: Observatorio Astronómico John Beckman, Almería
- I57: Elche
- I58: Bétera
- I59: Observatorio Fuente de los matos, Muriedas
- I60: Guernanderf
- I61: Ourense
- I62: Observatorio Helios Ontígola
- I63: Cygnus Observatory, New Airesford
- I64: Maidenhead
- I65: Yunquera
- I66: Taurus Australis Observatory, Brasilia
- I67: Hartley Wintney
- I68: Pousada dos Anoes Observatory
- I69: AGM Observatory, Marrakech
- I70: Gedney House Observatory, Kirton
- I71: Observatorio Los Milanos, Caceres
- I72: Observatorio Carpe-Noctem, Madrid
- I73: Salvia Observatory, Saulges
- I74: Baxter Garden Observatory, Salisbury
- I75: Observatorio Castellon
- I76: Observatorio Tesla, Valdemorillo
- I77: CEAMIG-REA Observatory, Belo Horizonte, Brazil
- I78: Observatorio Principia, Málaga
- I79: AstroCamp, Nerpio
- I80: Rose Cottage Observatory, Keighley
- I81: Tarbatness Observatory, Portmahomack
- I82: Güímar
- I83: Cherryvalley Observatory, Rathmolyon
- I84: Cerro del Viento, Badajoz
- I85: Las Negras
- I86: Observatorio UCM, Madrid
- I87: Astroshot Observatory, Monasterevin
- I88: Fuensanta de Martos
- I89: iTelescope Observatory, Nerpio
- I90: Blackrock Castle Observatory
- I91: Retamar
- I92: Astreo Observatory, Mairena del Aljarafe
- I93: St Pardon de Conques
- I94: Observatorio Rho Ophiocus, Las Rozas de Madrid
- I95: Observatorio de la Hita
- I96: Hyperion Observatory, Urbanizacion Caraquiz
- I97: Penn Heights Observatory, Rickmansworth
- I98: El Berrueco
- I99: Observatorio Blanquita, Vaciamadrid

## J00–J99
- J00: Segorbe, Spain
- J01: Observatorio Cielo Profundo, Oviedo, Spanien
- J02: Busot, Spanien
- J03: Gothers Observatory, St. Dennis
- J04: ESA Optical Ground Station, Teneriffa
- J05: Bootes Observatory, Boecillo
- J06: Trent Astronomical Observatory, Clifton
- J07: Observatorio SPAG Monfragüe, Palazuelo-Empalme
- J08: Observatorio Zonalunar, Puzol
- J09: Balbriggan
- J10: Alicante
- J11: Matosinhos
- J12: Caraquiz
- J13: La Palma-Liverpool Telescope
- J14: La Corte
- J15: Muxagata
- J16: An Carraig Observatory, Nord Irland An Carraig Observatory
- J17: Ragdon
- J18: Dingle Observatory, Montgomery, Wales, U.K.
- J19: El Maestrat
- J20: Aravaca
- J21: El Boalo
- J22: Tacande Observatory, La Palma
- J23: Centre Astronomique de La Couyere
- J24: Observatorio Altamira, Kanarische Inseln, Spanien[20]
- J25: Penamayor Observatory, Nava
- J26: The Spaceguard Centre, Knighton
- J27: El Guijo Observatory, Spanien[21]
- J28: Observatorio Jaén, Jaén, Spanien[22]
- J29: Observatorio Nira, Tias
- J30: Observatorio Ventilla, Madrid
- J31: La Axarquia
- J32: Aljaraque
- J33: University of Hertfordshire Obs., Bayfordbury
- J34: La Fecha
- J35: Tucci Observatory, Martos
- J36: Observatorio DiezALaOnce, Illana[23]
- J37: Huelva
- J38: Observatorio La Vara, Valdés[24]
- J39: Ingenio
- J40: Málaga, Spanien[25]
- J41: Raheny
- J42: Puzol
- J43: Oukaïmeden Observatory
- J44: Observatorio Iturrieta, Alava
- J45: Vega de San Mateo, Gran Canaria[26]
- J46: Observatorio Montaña Blanca, Tias
- J47: Observatorio Nazaret
- J48: Observatory Mackay, La Laguna
- J49: Santa Pola
- J50: La Palma-NEON
- J51: Observatorio Atlante, Tenerife[27]
- J52: Observatorio Pinsoro
- J53: Posadas
- J54: Bradford Robotic Telescope
- J55: Los Altos de Arguineguin Observatory
- J56: Observatorio La Avejerilla
- J57: Centro Astronomico Alto Turia, Valencia
- J58: Brynllefrith Observatory, Llantwit Fardre, Wales, UK
- J59: Observatorio Linceo, Santander
- J60: Tocororo Observatory, Arquillinos
- J61: Brownstown Observatory, Kilcloon
- J62: Kingsland Observatory, Boyle
- J63: San Gabriel
- J64: La Mata
- J65: Celbridge
- J66: Kinver
- J67: Observatorio La Puebla de Vallbona
- J68: Tweenhills Observatory, Hartpury, Gloucestershire, England, UK
- J69: North Observatory, Clanfield, UK
- J70: Obs. Astronomico Vega del Thader, El Palmar
- J71: Willow Bank Observatory, Lancashire, England, UK
- J72: Valle del Sol
- J73: Quainton
- J74: Bilbao
- J75: OAM Observatory, La Sagra, Spanien [28]
- J76: La Murta, Spanien
- J77: Golden Hill Observatory, Stourton Caundle, Dorset, England, UK
- J78: Murcia
- J79: Observatorio Calarreona, Aguilas
- J80: Sainte Helene
- J81: Guirguillano
- J82: Leyland
- J83: Olive Farm Observatory, Hoghton
- J84: South Observatory, Clanfield
- J85: Makerstoun
- J86: Sierra Nevada Observatory (Observatorio de Sierra Nevada, Spanien)
- J87: La Cañada (Observatorio de La Cañada (La Cañada Observatory), Ávila, Spanien)
- J88: Strawberry Field Obs., Southampton
- J89: Tres Cantos Observatory
- J90: West Challow
- J91: Alt emporda Observatory, Figueres
- J92: Beaconsfield
- J93: Mount Tuffley Observatory, Gloucester, England, UK
- J94: Abbeydale, Gloucester, England, UK
- J95: Great Shefford, Berkshire, England, UK
- J96: CUASAR – Centro Universitario Astronomico de Aras – Universität Valencia, Aras de los Olmos, Valencia, Spanien
- J97: Alginet
- J98: Observatorio Manises
- J99: Burjassot

## K00–K99
- K09: Lliçà d’Amunt
- K12: Observatorio Astronomico de Marratxi
- K13: Albireo Observatory, Inca
- K14: Observatorio de Sencelles
- K15: Murviel-lès-Montpellier
- K18: Hésingue
- K19: PASTIS Observatory, Banon
- K20: Danastro Observatory, Romerée
- K21: Saint-Saturnin-lès-Avignon
- K22: Les Barres Observatory, Lamanon
- K23: Gorgonzola
- K24: Schmelz
- K25: Haute Provence Sud, Saint-Michel-l’Observatoire
- K26: Contern
- K27: St-Martin Observatory, Amathay-Vésigneux
- K28: Sternwarte Eckdorf
- K29: Stellarium Gornergrat
- K30: Lüscherz
- K31: Osservatorio Astronomico di Bellino
- K32: Maritime Alps Observatory, Cuneo
- K33: San Defendente
- K34: Turin
- K35: Huenfelden
- K36: Ebersheim
- K37: Cereseto
- K38: M57 Observatory, Saltrio
- K39: Serra Observatory
- K40: Altdorf
- K41: Vegaquattro Astronomical Obs, Novi Ligure
- K42: Knielingen
- K43: OVM Observatory, Chiesa in Valmalencom
- K44: Marienburg Sternwarte, Hildesheim
- K45: Oss, Astronomico di Punta Falcone, Piombino
- K46: Bamberg
- K47: BSCR Observatory, Santa Maria a Monte
- K48: Keyhole Observatory, San Giorgio di Mantova
- K49: Carpione Observatory, Spedaletto
- K50: Sternwarte Feuerstein, Ebermannstadt
- K51: Osservatorio del Celado, Castello Tesino
- K52: Gwen Observatory, San Francesco al Campo
- K53: Marina di Cerveteri
- K54: Astronomical Observatory University of Siena
- K55: Wallhausen
- K56: Osservatorio di Foligno
- K57: Fiore Observatory
- K58: Gevelsberg
- K59: Elsterland Observatory, Jeßnigk
- K60: Lindby
- K61: Rokycany Observatory
- K62: Teplice Observatory
- K63: G, Pascoli Observatory, Castelvecchio Pascoli
- K64: Waizenreuth
- K65: Cesena
- K66: Osservatorio Astronomico di Anzio
- K67: Bayerwald Sternwarte, Spiegelau
- K68: Osservatorio Elianto, Pontecagnano
- K69: Riethnordhausen
- K70: Rosarno
- K71: Neutraubling
- K72: Celico
- K73: Gravina in Puglia
- K74: Klostersternwarte Münsterschwarzach
- K87: Dettelbach Vineyard Observatory
- K90: Sopot Astronomical Observatory in Sopot bei Belgrad
- K91: Sutherland-LCOGT A
- K92: Sutherland-LCOGT B
- K93: Sutherland-LCOGT C
- K94: Sutherland
- K95: MASTER-SAAO Observatory, Sutherland
- K99: ISON-Uzhgorod Observatory

## L00–L99
- L03: SGT Observatory, Gaflenz
- L04: ROASTERR-1 Observatory, Cluj-Napoca
- L08: Metsähovi Optical Telescope, Metsahovi
- L15: St, George Observatory, Ploiesti
- L16: Stardreams Observatory, V\v{a}lenii de Munte
- L21: Ostrov Observatory, Constanța
- L22: Bârlad Observatory
- L23: Schela Observatory
- L24: Gauteng
- L31: RaSo Observatory, Chemnitz
- L33: Ananjev
- L51: MARGO, Nauchnij
- L52: MASTER-Tavrida
- L96: ISON-Byurakan Observatory

## M00–M99
- M22: ATLAS South Africa, Sutherland

## N00–N99
- N27: Omsk-Yogik Observatory
- N42: Tien-Shan Astronomical Observatory
- N55: Corona Borealis Observatory, Ngari
- N56: Jiama'erdeng Tianwentai, Ali, Tibet
- N87: Nanshan Station, Xinjiang Observatory

## O00–O99
- O43: Observatori Negara, Langkawi
- O44: Astronomische Beobachtungsstation Lijiang des Observatoriums Yunnan
- O45: Yunnan-HK Observatory, Gaomeigu
- O49: Astronomische Beobachtungsstation Yao’an der Sternwarte am purpurnen Berg
- O75: ISON-Hureltogoot Observatory

## P00–P99
- P07: Space Surveillance Telescope, HEH Station
- P25: Kinmen Educational Remote Observatory, Jincheng
- P34: Lvye Observatory, Suzhou
- P35: Cuteip Remote Observatory, Changhua
- P36: ULTRA Observatory,Suzhou
- P40: Chinese Culture University, Taipei
- P73: BSH Byulsem Observatory, Busan

## Q00–Q99
- Q19: Machida, Japan
- Q21: Southern Utsunomiya
- Q24: Katori, Japan
- Q60: ISON-SSO Observatory, Siding Spring
- Q61: PROMPT, Siding Spring
- Q62: iTelescope Observatory, Siding Spring
- Q63: Siding Spring-LCOGT A
- Q64: Siding Spring-LCOGT B
- Q65: Warrumbungle Observatory
- Q68: Blue Mountains Observatory, Leura
- Q79: Samford Valley Observatory
- Q80: Birkdale

## R00–R99
- R14: VillaDeMazoElHoyo
- R17: ATLAS-TDO, Teide
- R45: Tycho Brahe, Trevinca
- R56: Scott Street Observatory, Lake Tekapo
- R57: Aorangi Iti Observatory, Lake Tekapo
- R58: Beverly-Begg Observatory, Dunedin
- R64: Steyning Observatory
- R65: R. F. Joyce Observatory, Christchurch
- R66: Mooray Observatory, Christchurch
- R67: Chinon Private Observatory, Chinon
- R69: SAT01-Mntlouis sur Loire
- R78: Crystal Lake Observatory, Ngutunui
- R86: Mont-Soleil, Saint-Imier
- R87: Observatoire de la Cote d'Azur
- R88: La Porte des Etoiles, Corgemont

## S00–S99
- S16 ASI Matera Flyeye
- S24 Szilard Leo Observatory, Bujak
- S30 Zenit, Hajduboszormeny
- S86 Alamri astronomical observatory
- S93 INASAN-Kislovodsk Observatory

## T00–T99
- T02: SNX-NET, Wailuku
- T03: Haleakala-LCO Clamshell #3
- T04: Haleakala-LCO OGG B #2
- T05: ATLAS-HKO, Haleakala
- T07: ATLAS-MLO Auxiliary Camera, Mauna Loa
- T08: ATLAS-MLO, Mauna Loa
- T09: COIAS, Subaru Telescope, Manua Kea
- T10: Submillimeter Array, Maunakea (SMA)
- T11: United Kingdom Infrared Telescope, Maunakea
- T12: University of Hawaii 88-inch telescope, Maunakea
- T13: NASA Infrared Telescope Facility, Maunakea
- T14: Canada-France-Hawaii Telescope, Maunakea
- T15: Gemini North Observatory, Maunakea
- T16: W. M. Keck Observatory, Keck 1, Maunakea
- T17: W. M. Keck Observatory, Keck 2, Maunakea
- T35: Astronomical Society of Tahiti

## U00–U99
- U52: Shasta Valley Observatory, Grenada
- U53: Murray Hill Observatory, Beaverton
- U54: Hume Observatory, Santa Rosa
- U57: Black Mountain Observatory, Los Altos
- U64: CWU-Lind Observatory, Ellensburg
- U69: iTelescope SRO Observatory, Auberry
- U73: Redondo Beach
- U78: Cedar Glen Observatory
- U79: Cosmos Research Center, Encinitas
- U80: CS3-DanHenge Observatory, Landers
- U81: CS3-Trojan Station, Landers
- U82: CS3-Palmer Divide Station, Landers
- U96: Athabasca University Geophysical Observatory

## V00–V99
- V00: Kitt Peak-Bok
- V02: Command Module, Tempe
- V05: Rusty Mountain Observatory, Gold Canyon
- V07: Whipple Observatory, Mount Hopkins-PAIRITEL
- V08: Mountain Creek Ranch, Vail
- V30: Heaven on Earth Observatory, Mayhill
- V31: Hazardous Observatory, Mayhill
- V37: McDonald Observatory-LCOGT ELP
- V59: Millwood Observatory, Comfort
- V60: Putman Mountain Observatory
- V78: Spirit Marsh Observatory, Sauk Centre
- V81: Fayetteville
- V83: Rolling Hills Observatory, Warrensburg
- V86: Rattle Snake Observatory, Sedalia
- V88: River Ridge Observatory, Conway

## W00–W99
- W04: Mark Evans Observatory, Bloomington
- W11: Calumet Astronomy Center, Lowell
- W19: Kalamazoo
- W22: WestRock Observatory, Columbus
- W30: Georgia College Observatory, Milledgeville
- W38: Dark Sky Observatory, Boone
- W49: CBA-MM Observatory, Mountain Meadows
- W50: Apex
- W55: Natelli Observatory, Frederick
- W66: SVH Observatory, Blairstown
- W67: Paul Robinson Observatory, Voorhees State Park
- W68: ATLAS Chile, Rio Hurtado
- W71: Rand II Observatory, Lake Placid
- W80: Westwood
- W81: Nebula Knoll Observatory, East Wakefield
- W82: Mendel Observatory, Merrimack College
- W83: Whitin Observatory, Wellesley
- W84: Cerro Tololo-DECam
- W85: Cerro Tololo-LCOGT A
- W86: Cerro Tololo-LCOGT B
- W87: Cerro Tololo-LCOGT C
- W88: Slooh.com Chile Observatory, La Dehesa
- W89: Cerro Tololo-LCOGT Aqawan A {#}1
- W90: Phillips Exeter Academy Grainger Observatory
- W94: MAP, San Pedro de Atacama
- W95: Observatorio Panameno, San Pedro de Atacama
- W96: CAO, San Pedro de Atacama (since 2013)
- W97: Atacama Desert Observatory, San Pedro de Atacama
- W98: Polonia Observatory, San Pedro de Atacama
- W99: SON, San Pedro de Atacama Station

## X00–X99
- X13: Observatorio Remoto Bosque Alegre
- X14: Observatorio Orbis Tertius, Córdoba
- X38: Observatorio Pueyrredon, La Lonja
- X50: Observatorio Astronomico de Montevideo
- X57: Polo Astronômico CMF,Foz do Iguaçu
- X87: Dogsheaven Observatory, Brasilia

## Y00–Y99
- Y00: SONEAR Observatory, Oliveira
- Y28: OASI, Nova Itacuruba

## Z00–Z99
- Z20: La Palma-MERCATOR
- Z21: Tenerife-LCOGT Aqawan A {#}1
- Z22: MASTER-IAC Observatory, Tenerife
- Z26: Observatorio Astronomico Arcangel, Las Zocas
- Z27: Observatorio Coralito, La Laguna
- Z39: Observatorio Costa Teguise
- Z56: Knocknaboola
- Z62: Observatorio Forcarei
- Z64: Observatorio el Miron del Cielo
- Z65: Observatorio Astronomico Corgas
- Z68: Observatorio Torreáguila, Barbaño
- Z69: Observatorio Mazagón Huelva[29]
- Z70: Ponferrada
- Z71: Observatorio Norba Caesarina, Cáceres[30]
- Z72: Cademuir Observatory, Dalkey
- Z73: Observatorio Nuevos Horizontes, Camas
- Z74: Amanecer de Arrakis, Sevilla
- Z75: Observatorio Sirius, Las Lomas
- Z76: Observatorio Carda, Villaviciosa
- Z77: Osuna
- Z79: Calar Alto TNO Survey
- Z80: Northolt Branch Observatory
- Z81: Observatorio Estrella de Mar
- Z82: BOOTES-2 Observatory, Algarrobo
- Z83: Chicharronian 3C Observatory, Tres Cantos, Madrid
- Z84: Calar Alto-Schmidt
- Z85: Observatorio Sierra Contraviesa
- Z86: St, Mellons
- Z87: Stanley Laver Observatory, Pontesbury
- Z88: Fosseway Observatory, Stratton-on-the-Fosse
- Z89: Macclesfield
- Z90: Albox
- Z91: Curdridge
- Z92: West Park Observatory, Leeds
- Z93: Observatorio Polop, Alicante
- Z94: Kempshott
- Z95: Astronomía Para Todos Remote Observatory
- Z96: Observatorio Cesaraugusto
- Z97: OPERA Observatory, Saint Palais
- Z98: Observatorio TRZ, Bétera
- Z99: Clixby Observatory, Cleethorpes